# 프론트 포인팅
프론트 포인팅(Front pointing)은 등산과 빙벽 등반 기술에서 기초적인 테크닉으로서, 가파른 빙벽을 오를 때 쓴다. 국내에서는 아이젠(Steig Eisen)이라는 이름으로 알려져 있고, 미국에서는 크램폰(Crampons)이라고 부르는 앞 발톱이 달린 신발로 빙벽을 찍으며 등반한다. 크램폰은 보통 4발부터 12발까지 발톱으로 이루어져 있고 크기와 모양이 다양하게 진화해 왔다.
빙벽에 신발을 차는 발길질(kicking) 동작은 발의 움직임과 함께 몸의 무게중심과 자세를 이동시켜 체중을 실어준다. 킥킹에서 주의할 점은 기본적으로 프론트 포인팅은 크램폰 앞의 두 포인트만 사용하는 것이 아니라, 바로 뒤에 있는 수직(또는 전방향)으로 기울어진 두 포인트를 추가하여 4개의 포인트를 사용하는 것이 중요하다. 이 네 개의 포인트가 빙벽에 적절히 박힐 때 가장 이상적인 지지력을 얻을 수 있다. 그러기 위해서는 뒷꿈치를 너무 과도하게 들지 않고 약간 쳐지는 느낌으로 장딴지의 긴장을 줄여주는 것이 좋다.